# 1992 VC
1992 VC är en asteroid i huvudbältet som upptäcktes den 2 november 1992 av den japanska astronomen Nobuhiro Kawasato i Uenohara.
Asteroiden har en diameter på ungefär 7 kilometer och den tillhör asteroidgruppen Eunomia.